# Brätstrudel

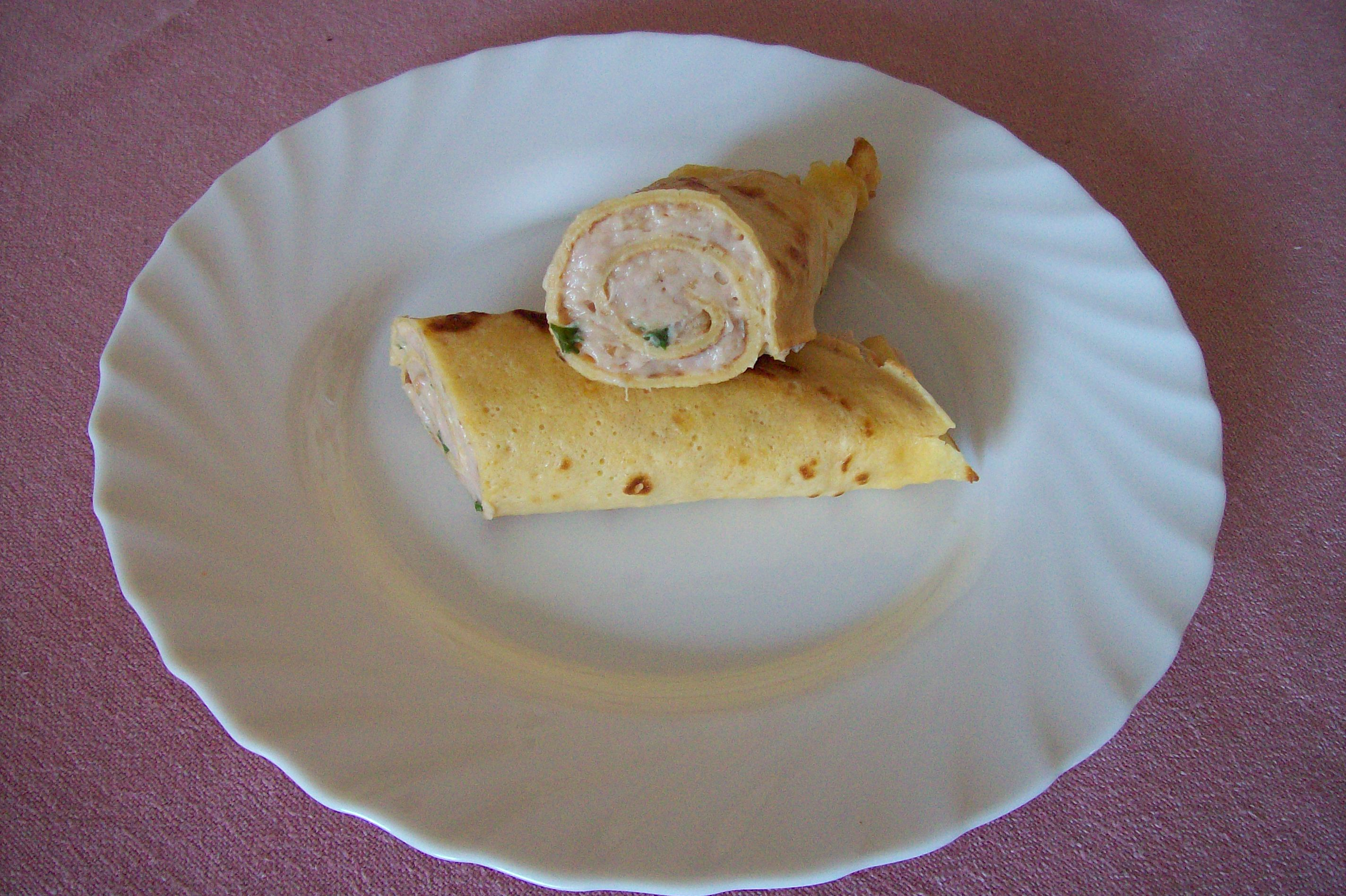
Brätstrudel

Die in Schwaben bekannten Brätstrudel bestehen aus einem aufgerollten Pfannkuchen mit einer Füllung aus Brät.
Besonders stark verbreitet ist der Brätstrudel in Augsburg, weshalb er auch häufig als Augsburger Brätstrudel bezeichnet wird. Hauptzutaten der Füllung sind Brät, Ei und etwas Mehl. Gewürzt wird mit Salz, Pfeffer und Muskat. Dieser Teig wird auf dem Pfannkuchen ausgebracht und zu einem Strudel aufgerollt. In Stücke geschnitten wird er in Brühe als Brätstrudelsuppe serviert, oder im Backofen mit anderen Zutaten gegart.